# Riada de Santa Teresa
La riada de Santa Teresa fue la inundación que tuvo lugar el 15 de octubre de 1879 en la cuenca del río Segura, la que hasta la fecha cuenta con los registros más altos de caudal en las ciudades de Murcia y Orihuela.

## Hechos
Las precipitaciones fueron muy copiosas en Murcia, Almería y Alicante. Se estima que en la cabecera del Guadalentín llegaron a caer 600 mm en tan solo una hora, intensidad rara vez alcanzada en un episodio torrencial. Este río alcanzó un caudal en Lorca de 1450 m³/s, desbordándose y causando grandes daños en toda su cuenca. También los ríos Mundo, Alhárabe, Argos, Quípar y Mula tuvieron fuertes crecidas. Así, se originó una enorme riada que llegó a los 1890 m³/s en la capital murciana y que se estima superó los 2000 m³/s en Orihuela.

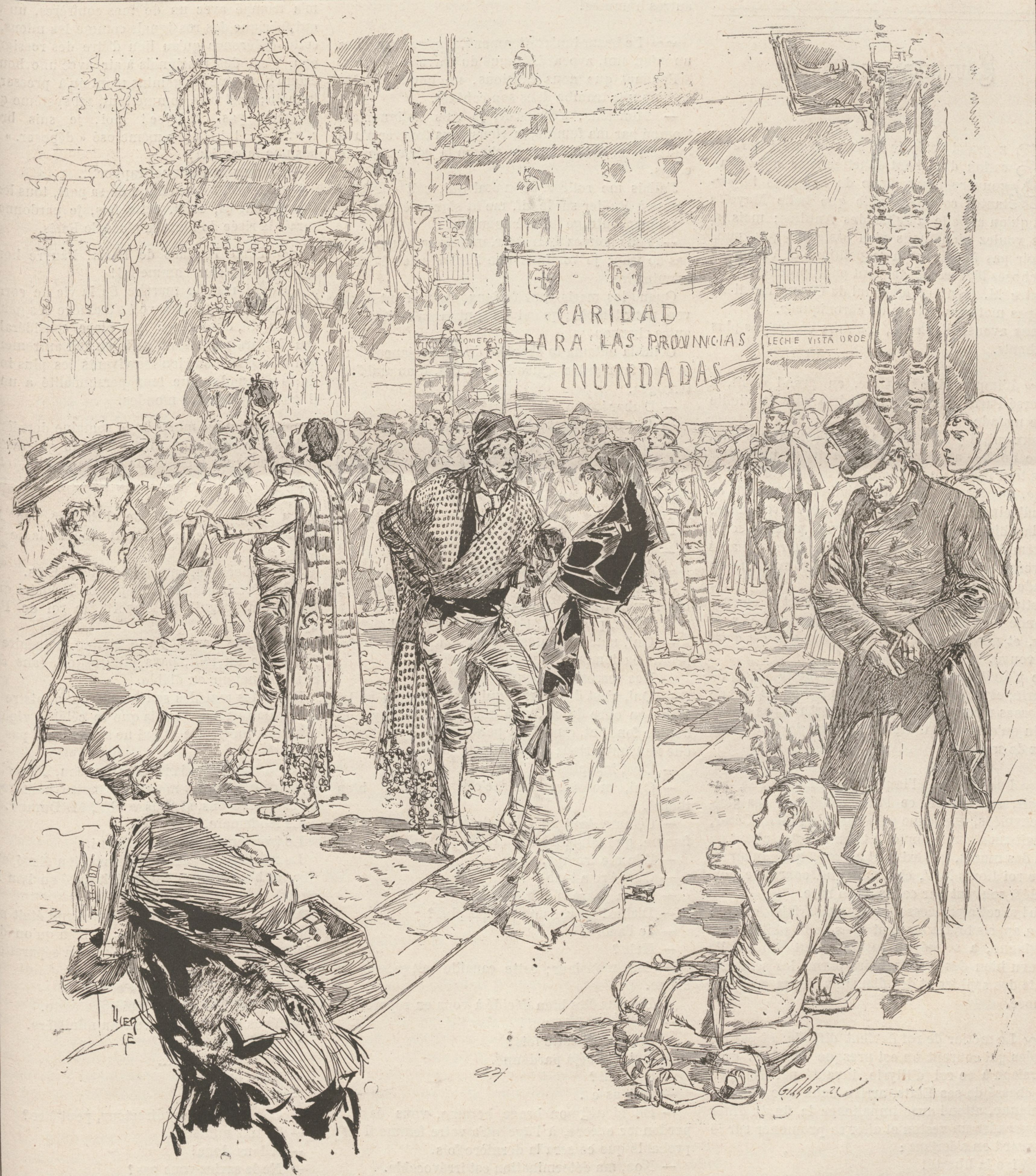
Petición de ayuda en las calles de Madrid para los afectados por las inundaciones

La ciudad de Murcia se vio totalmente anegada por el Segura que, tras inundar numerosas pedanías al norte y al oeste del casco urbano, superó el Malecón e irrumpió en el centro, llegando a subir el río 10,50 metros frente al Palacio del Almudí. En Orihuela, tras su confluencia con el Guadalentín (Reguerón), el Segura alcanzaba también alturas históricas y llegó en algunas calles a 3,80 metros, alcanzando los primeros pisos,

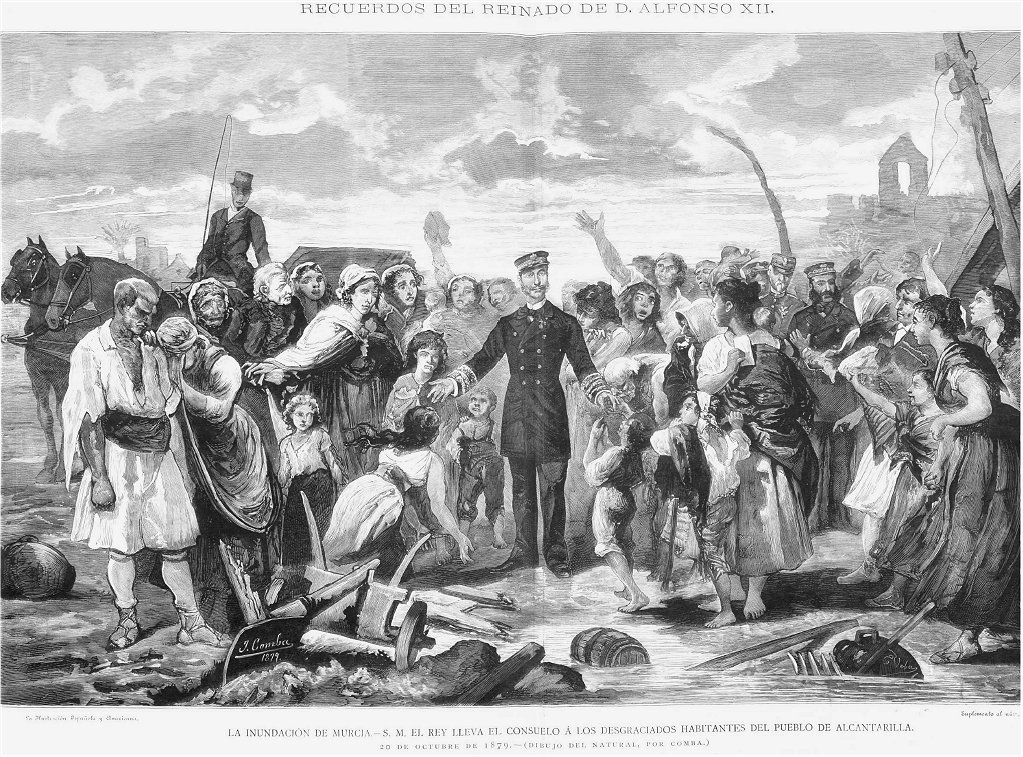
Grabado de la visita de Alfonso XII como consecuencia de las terribles inundaciones provocadas por la riada.

La inundación arrasó el Valle del Guadalentín, y toda la Vega del Segura, con cuantiosas pérdidas humanas y materiales. La catástrofe dejó más de mil muertos: 761 en Murcia, trescientos en Orihuela, trece en Lorca, dos en Librilla y uno en Cieza. Además fueron destruidas 5762 viviendas y barracas en Murcia y Lorca y 22 469 animales perecieron por el desastre.
Tras el desastre varias personas y empresas se dedicaron a realizar recolectas benéficas para los damnificados, como fue la organizada por la prensa murciana que recogió dinero de toda España hasta 1884. Destaca a su vez la figura de José María Muñoz, un acaudalado cacereño que donó 500 000 pesetas a la Región de Murcia y 2 000 000 de reales a la ciudad de Orihuela.
En el mes de marzo de 1881 salió de Barcelona sor Piedad de la Cruz con tres postulantes. Llegaron a la Huerta de Murcia, con el beneplácito del obispado de Cartagena, con la intención de fundar una familia religiosa dedicada a la atención de los muchos pobres, enfermos y huérfanos que causó la riada.